# Anapoima
Anapoima là một khu tự quản thuộc tỉnh Cundinamarca, Colombia. Thủ phủ của khu tự quản Anapoima đóng tại Anapoima Khu tự quản Anapoima có diện tích ki lô mét vuông. Đến thời điểm ngày 28 tháng 5 năm 2005, Anapoima có dân số 8269 người.